# El Menaouer
El Menaouer è un comune dell'Algeria, situato nella provincia di Mascara.